# 경부선
경부선(京釜線)은 대한민국 서울특별시 용산구 서울역과 부산광역시 동구 부산역을 잇는 한국철도공사의 간선철도 노선이다. 노선 번호는 302이다. 서울역부터 두정역까지는 수도권 전철 1호선이 병행되고 있다. 2024년 12월부터는 구미역부터 경산역까지 대경선 광역전철이 동시에 병행된다. 통행방향은 어디서든 좌측통행이다.

## 개요
경부선은 대한민국의 양대 대도시인 서울특별시와 부산광역시를 연결하고 대전광역시, 대구광역시를 경유하는 한국 철도의 중추 간선 노선이다. 장항선, 호남선 등과 접속되어 매우 중요한 노선이 되었으며, 1945년 3월에 한국철도공사의 전신인 조선총독부 철도국에 의해 이미 복선화가 완료되었다. 다른 선구에 비해 선형이 좋아 고속 운행이 이루어지고 있으나, 일부 구간은 선형이 좋지 않은 구간도 존재한다. 또한 일부 구간에선 복복선화 및 3복선화도 되어 선로 용량을 증대하였다. 1974년 서울 - 수원간 수도권 전철이 개통되었으며, 서울 지하철 1호선 서울역-청량리와 직결 운행하고 있다. 2004년에는 KTX를 위하여 경부선의 경로와 유사한 300 km/h 급의 경부고속선이 개통하였다. 2005년 전철의 운행 구간이 천안역까지 확대되었고, 2008년 12월 15일에는 장항선까지 운행이 확대되었다. 서울에서의 여객 열차의 출발역은 서울역과 용산역으로 이원화되지만, 모든 경부선 일반 열차는 서울역에서 착발한다.

## 역사

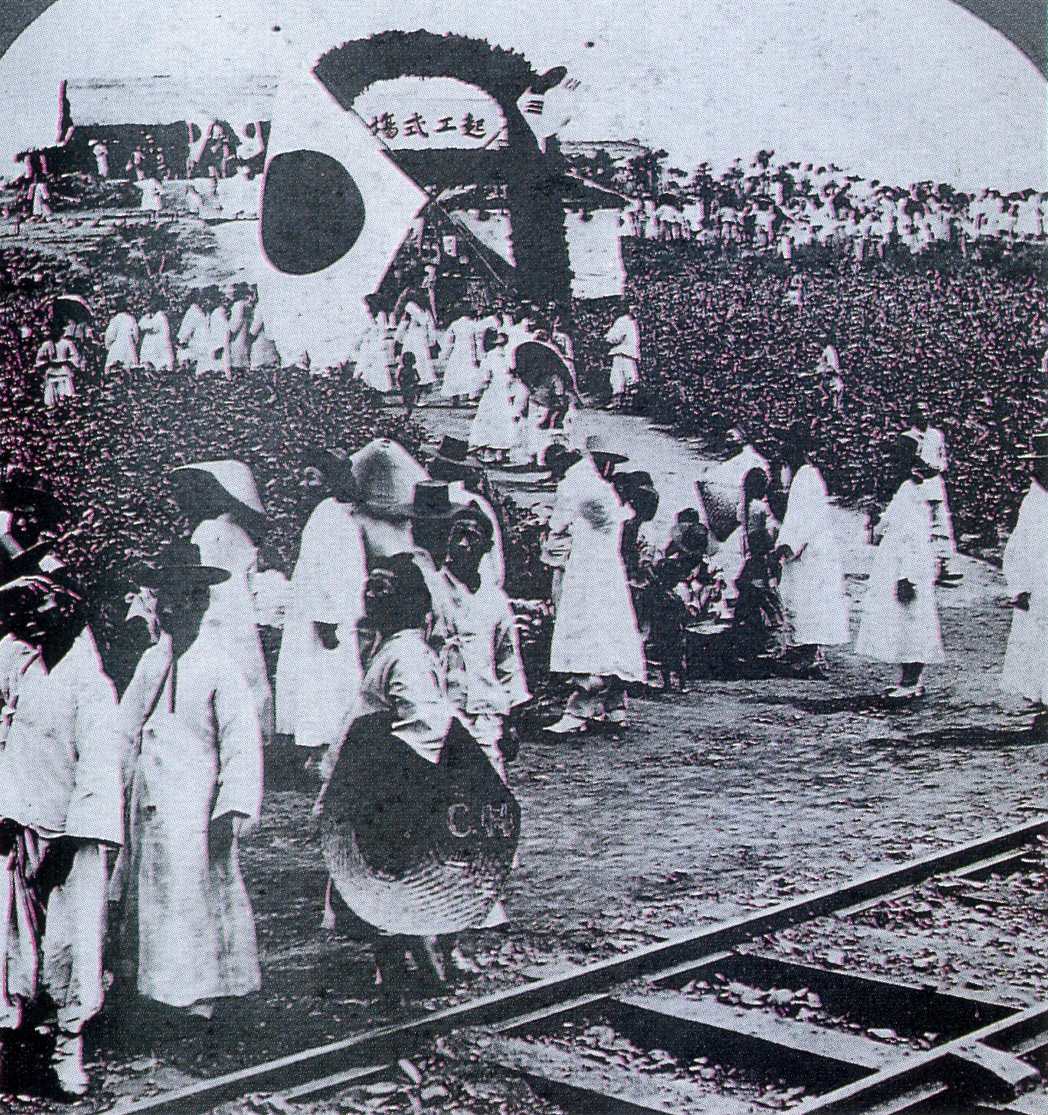
경부선 남부기공식 (1901년 9월 21일)

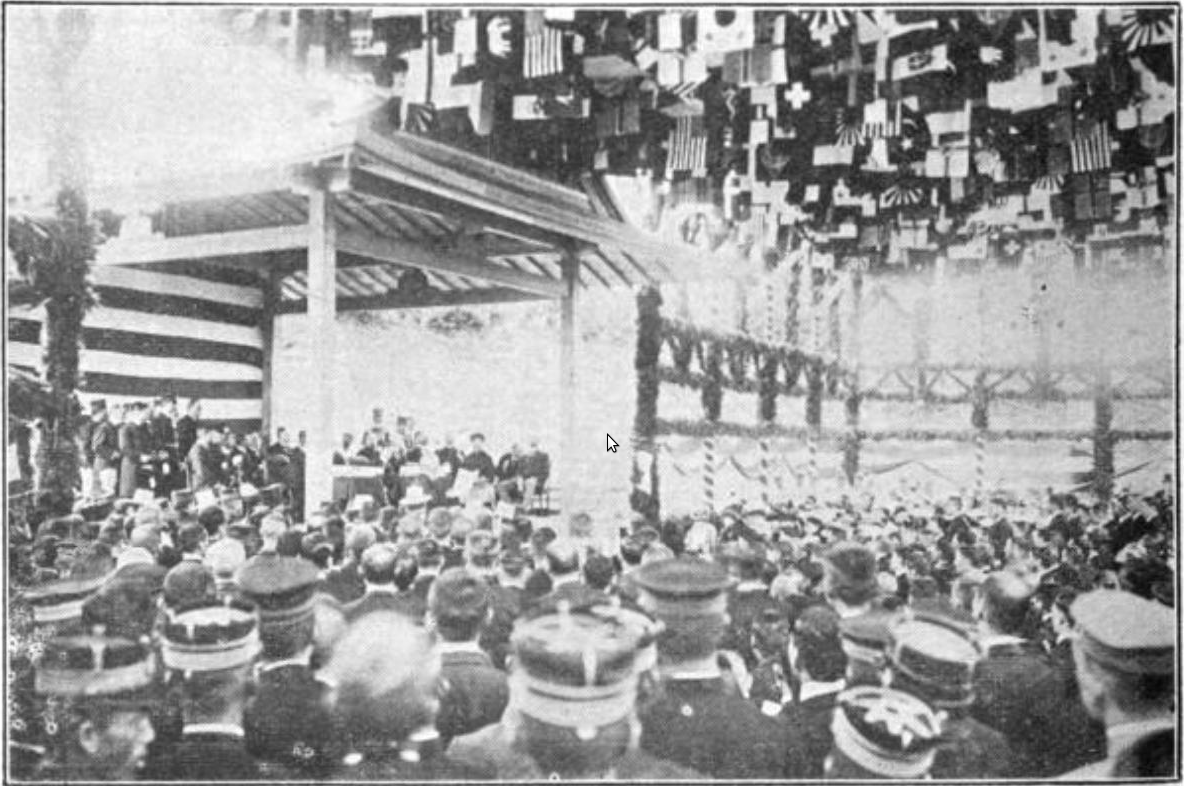
개통식 (1905년 5월 25일)

경인선에 이어 건설된 한반도의 2대 간선축인 서울-부산간 철도인 경부선과 서울-신의주간 철도인 경의선은 한반도의 근대화에 크게 기여했다. 대한제국 정부는 국가 근대화를 위해 철도를 건설하고 싶었지만 기술도 돈도 없어 외국에서 조달하기로 했다. 대한제국 시대에 일본 시부사와 에이치(渋沢栄一)가 설립한 경부철도주식회사에 의해 건립되었다.대한제국 정부로부터 먼저 일부 구간의 철도 건설권을 취득했던 미국으로부터 부설권을 사서 전 노선을 건설하였다. 경부 철도 주식회사는 대한제국 정부, 일본제국 정부, 영국 자본으로 구성되었다.  1898년 9월, 이윽고 부설권을 취득한 일본은 '경부철도'를 설립하고 1901년 6월 일본은 경부철도주식회사를 세워, 8월 20일에 서울 영등포와 부산 초량에서 각각 착공식을 거행했다. 일본은 영국에서 자금을 빌려와 미국이 가졌던 부설권과 건설 장비를 구입하였다. 경부철도주식회사의 자본금의 4분의 1은 일본 국고에서 나왔으며, 불입금의 10배에 달하는 사채모집도 승인되었다. 시부사와 에이이치 사장은 "경부선은 조선에서 일본의 유일 맥관이자 사활의 기관"이라고 황족, 부호에서 시골 농부까지 주식을 사서 애국하라고 선동하였으며, 이 국민주 모금운동으로 2,500만 원의 거대 자본금을 조달하였다. 1904년 러일전쟁이 발발하자 군수물자 수송등의 이유로 급격히 공사가 진행, 1904년 12월 27일에 완공되어 1905년에 전선이 개통되었다. 일본은 영국처럼 차량이 좌측으로 다녔기 때문에 경부선의 열차도 좌측통행을 하게 되었다. 1906년 러일전쟁 후, 일본의 수상 사이온지는 경부철도 매수법안을 의회에서 통과시켜 경부선과 경의선을 조선통감부 철도관리국 소관으로 국유화하였다.
철도 예전선 주위에 사는 조선인들은 토지 징발과 인력 동원, 물자조달 등을 좌우한 일본군의 영향 아래 있었으며, 노반공사에 농번기임에도 불구하고 강제로 동원되었으며, 식량과 가축에 대한 강제 징발도 수시로 자행되어 유랑민이 속출하였다. 대한매일신보는 '철도가 통과하는 지역은 온전한 땅이 없고 기력이 남아 있는 사람이 없으며, 열 집에 아홉 집은 텅 비었고, 천 리 길에 닭과 돼지가 멸종하였다'고 보도했다. 시흥과 파주, 곡산과 평산 그리고 평양에서 조선인들은 이에 항의하는 싸움을 벌였고, 선로상에 큰 돌을 놓아 저항하였다. 이런 사건의 주모자는 잡히는 대로 사형에 처해졌다.
1908년에는 경부선과 같은 해에 완공되었던 경의선과의 직결 운행이 이뤄져 부산과 신의주를 잇는 직통 급행열차 융희호를 운행하기 시작했다. 국권침탈 이후에는 일본과 만주를 잇는 경부선과 경의선의 중요성이 더욱 커지면서 1910년대에 전면개량이 이루어졌다. 남만주철도의 노선과 직통운행도 이뤄져 한반도와 중국대륙을 잇는 국제열차가 운행되기도 하였다.
1945년 8.15 광복 이후에도 대한민국 중추 철도로서의 기능을 수행하였고, 한국 전쟁때 한강철교가 폭파되기도 하였으나 군수물자와 병력수송의 역할을 담당하였다. 전후에는 유엔군의 공여와 미국의 원조로 들어온 디젤 기관차가 투입되어 서울-부산 간 소요시간이 크게 단축되기도 하였다.
1960년대와 1970년대에 서울로의 급격한 인구 유입과 도시화로 인한 통근수요에 대응하기 위해 서울-수원 간의 전철화와 서울-영등포 간의 복복선화가 진행되어 1974년 8월 15일에 경인선(구로-인천), 경원선(청량리-성북)과 함께 통근형 전동차를 운행하여, 서울 지하철 1호선과의 직통운행을 개시하였다. 통근 수요가 계속 증가하여 선로 용량이 한계에 이르자 1981년 12월 23일에 영등포-수원 간 복복선화가 이뤄져 통근형 전동차와 일반열차의 운행 선로가 분리되었다(통근형 전동차는 2선, 일반열차는 1선). 그리하여 통근형 전동차를 어느 정도 대량으로 수용하는 것이 가능해져 급증하는 통근 수요에 대응할 수 있게 되었다. 1984년에는 열차선을 이용하여 서울-수원 간을 빠르게 잇는 직통열차(현 급행열차)가 등장하였으나 러시아워에 3, 4회만 운행하였다.
계속된 개량과 CTC의 도입, 150 km/h 고속주행이 가능한 새마을호 객차의 도입 등에 힘입어 1985년 11월 16일 영업최고속도를 140 km/h까지 끌어올릴 수 있게 되었다. 이후 서울-부산 간 최단 소요시간이 새마을호, 무궁화호, 통일호가 각각 4시간 10분, 4시간 50분, 5시간 15분으로 단축되었다.
그러나 계속된 수요증가와 대부분의 철도가 경부선을 중심으로 뻗어나가는 단점 때문에 1990년대에 이르러 선로 용량은 만성적으로 부족하게 되었다. 이를 해결하기 위해 경부선 전구간의 복복선화와 고속신선의 도입이 검토되었는데 소요시간 단축과 이에 따른 대량의 여객수송이 가능한 이점이 부각되어 고속신선의 도입이 결정되었다. 고속철도 시스템은 프랑스의 TGV가 선정되어, 2004년 4월 1일에 시흥-지천의 경부고속신선이 개통되어 KTX가 운행 개시되면서 서울-부산 간을 2시간 40분에 연결하여 기존 새마을호에 비해 1시간 30분 이상을 단축시켰다.
이와 더불어 수원-천안 간의 복복선화와 전철화가 진행되어 2003년 4월 30일에는 수원-병점 구간이 1차 개통, 2005년 1월 20일에는 병점-천안 간이 복복선화되어 천안까지 통근형 전동차의 운행범위가 확대되었다. 이와 함께 기존의 서울-수원 간 직통열차가 서울(용산)-천안 간 급행열차로 바뀌었다. 또한 전구간 전철화 사업도 진행되어 KTX의 운행을 위해 대전조차장-옥천, 지천, 대구-부산 구간이 2004년 4월 1일에 전철화된 것을 시작으로 2005년 3월말 천안-조치원 구간이 전철화되었고 2006년 12월초까지 잔여 구간인 조치원-지천 간의 전철화가 이루어졌다. 이에 따라 2007년 3월 1일부터 경부선에도 전기 기관차 운행이 시작되어 열차 운행 비용 절감에 도움이 되고 있다.
고속철도 개통과 동시에 일부 구간의 선형 개량이 이루어졌으며 이는 기존의 속도제한 90~100 km/h를 대폭 상향조정하여 140~150 km/h 주행이 가능하도록 직선화하여 기존선의 운행시간을 단축하였다. 2000년 이후 노선이 이설된 구간은 다음과 같다.
- 병점 -오산 (구 선로는 일부 병점기지선으로 사용 중)
- 대전 -세천 -옥천
- 이원 -지탄
- 황간 -추풍령
- 삼성 -남성현
- 신거 -밀양 -삼랑진

## 연혁

### 대한제국
- 1901년 8월 21일: 북부 기공식 (영등포역)[3]
- 1901년 9월 21일: 남부 기공식 (초량역)[3]
- 1902년 10월 1일: 초량~구포 간 준공[4]
- 1902년 10월 10일: 영등포~명학동 간 준공[4]
- 1903년 10월: 명학동~진위 간 준공[4]
- 1903년 12월: 구포~밀양 간 준공[4]
- 1903년 12월 28일: 경부철도 속성(速成)명령.[3]
- 1904년 4월: 밀양~성현 간 준공[4]
- 1904년 7월: 진위~부강 간 준공[4]
- 1904년 10월: 성현~심천 간 준공[4][5]
- 1904년 11월 10일: 부강~심천 간 준공[5]
- 1905년 1월 1일: 경성역 -초량역 영업 개시[3][내용주 4]
- 1905년 5월 25일: 개통식 (남대문역)
- 1905년 12월 1일: 부산진역 개업
- 1906년 1월 20일: 소정리역 개업
- 1906년 5월 15일: 유천역 개업
- 1908년 4월 1일: 초량역 -부산역 개통[6], 시흥역 개업
- 1909년 11월 1일: 부강역 개업
- 1910년 6월 25일: 증약역 폐지[7]

### 일제강점기
- 1913년 4월 1일: 부산역 -부산잔교역 개통
- 1916년 2월: 부강 -대전 간, 약목 -대구 간 개량
- 1916년 11월 1일: 김천 -약목 간 개량 (구미 경유로 이설) 동시에 금오산역 폐지, 대신역, 아포역, 구미역 개업
- 1918년 6월: 부산진 -부산 간 복선화
- 1918년 7월 25일: 약목역 개업
- 1918년 10월 25일: 신동역 개업
- 1919년 6월: 영동 -김천 간 개량
- 1919년 8월 1일: 남성현역 개업
- 1919년 12월: 대전 -영동 간 개량
- 1920년 11월 : 초량~구포 간 이설, 부산진역 이전
- 1921년 1월 1일: 지천역 개업
- 1921년 2월 11일: 사상역 개업
- 1922년 5월 11일: 내판역 개업
- 1923년 5월 15일: 대구 -청도 간 개량
- 1925년 9월 15일: 세송신호소 개업
- 1925년 11월 1일: 전동역, 고모역 개업[8]
- 1926년 10월 1일: 세천역, 삼성역개업[9]
- 1927년 4월 1일: 세송신호소를 직지사역으로 개칭
- 1930년 10월 1일: 회덕역 개업
- 1934년 4월 1일: 매포역 개업[10]
- 1934년 12월 1일: 직산역 개업
- 1935년 8월 11일: 안양풀임시승강장 개업
- 1936년 4월 1일: 경성 -영등포 간 경인선에서 경부선으로 편입 (복선)
- 1937년 8월 4일: 신암신호소 개업
- 1937년 10월 24일: 신암신호소 폐역
- 1938년 4월 1일: 군포장역을 군포역으로 개칭
- 1938년 6월 15일: 미륵신호장 개업
- 1938년 8월 1일: 신암신호장 개업
- 1939년 6월 15일: 영등포 -대전 간 복선화
- 1939년 8월 31일: 안양풀임시승강장 폐역
- 1940년 4월: 삼랑진 -부산진 간 복선화
- 1943년 12월 10일: 부산역을 부산부두역으로 역명 변경
- 1943년 12월 30일: 오정역 개업[11]
- 1944년 3월 1일: 부곡역 개업
- 1944년 6월 1일: 미전역 개업[11]
- 1944년 6월 15일: 매포역 폐지[12]
- 1944년 8월 1일: 경성 -영등포 간 복복선화 (경부선과 경인선이 각각 복선 사용)
- 1945년 3월 1일: 대전 -삼랑진 간 복선화로 경부선 전구간 복선화 완료
- 1945년 6월 10일: 부산부두역을 부산역으로 역명 환원
- 1945년 6월 16일: 대성역 개업[13]

### 해방이후 비전철 시절
- 1946년 2월 18일: 매포역 개업
- 1947년 9월 25일: 경성역을 서울역으로 개칭
- 1954년 3월 10일: 세류신호소 개업
- 1956년 2월 21일: 증약역 개업
- 1964년 7월 1일: 각계역 개업[14]
- 1965년 7월 23일: 초량역 폐역
- 1965년 11월 1일: 초량역, 부산역, 부산진역 3역을 부산진역으로 통합.[15][16]
- 1965년 12월 10일: 사곡역 개업
- 1966년 4월 8일: 연화역 개업[17]
- 1966년 5월 16일: 지탄역 개업
- 1966년 8월 6일: 안양풀장임시승강장 재개업[18]
- 1967년 5월 1일: 가풍임시승강장 개업
- 1967년 6월 10일: 미륵임시승강장 재개업
- 1967년 6월 11일: 신거역 개업[19]
- 1968년 9월 9일: 박람회임시승강장 개업[20]
- 1968년 10월 20일: 박람회임시승강장 폐역
- 1969년 3월 25일: 구로신호소 개업
- 1969년 6월 10일: 동대구역 개업[21], 부산역 영업 재개.[22]
- 1969년 8월 17일: 안양풀장임시승강장 다시 폐역[23]
- 1973년 6월 1일: 구로신호소 폐역
- 1973년 12월 1일: 구로남신호소 개업

### 전철화 시대
- 1974년 8월 15일 : 서울역 -수원역 구간 전철화로 통근형 전동차 운행 개시, 증약역 폐역, 남영역, 대방역, 가리봉역, 관악역, 명학역, 화서역 개업[24]
- 1974년 12월 5일 : 가풍임시승강장 폐역
- 1975년 12월 29일 : 신암신호장 폐역
- 1978년 1월 1일 : 오정역 폐역, 신암신호장 개업
- 1978년 1월 10일 : 대전조차장역 개업
- 1978년 5월 1일 : 서창역 개업
- 1979년 2월 1일 : 율전역 개업
- 1979년 6월 15일 : 두정신호장 개업
- 1981년 12월 23일 : 영등포역 -수원역 간 복복선화[25]
- 1982년 8월 2일 : 석수역 개업
- 1984년 1월 1일 : 율전역을 성대앞역으로 개칭
- 1984년 5월 22일 : 신도림역 개업
- 1988년 10월 25일 : 금정역 개업
- 1991년 11월 23일 : 영등포 -구로 간 3복선화[26]
- 1992년 3월 2일 : 미륵임시승강장 폐역
- 1993년 8월 7일 : 엑스포임시승강장 개업
- 1993년 11월 8일 : 엑스포임시승강장 폐역
- 1994년 3월 30일 : 열차전면개편에 따라 경부선 일부 노선 비둘기호 부산진~대전 운행폐지.[27]
- 1994년 12월 1일 : 성대앞역을 성균관대역으로 역명 변경
- 1996년 12월 31일 : 서울 -영등포 간 3복선화
- 1997년 4월 30일 : 신길역 개업[28]
- 1998년 1월 7일 : 독산역 개업
- 1999년 3월 10일 : 화명신호장 개업
- 1999년 6월 1일 : 열차전면개편에 따라 경부선 서울~부산 간 통일호 장거리 열차가 무궁화호로 승격
- 2000년 1월 1일 : 유천역을 상동역으로 개칭
- 2001년 4월: 병점차량기지 공사로 기존 병점-오산 간 운행선 변경
- 2003년 4월 30일: 수원 -병점 간 전철화, 복복선화[29]
- 2003년 7월 25일: 영등포역의 선로에 떨어진 승객을 구하려던 김행균 당시 열차운용과장이 승객을 구하고 대신 부상하는 사고가 발생

### 고속철도 시대
- 2004년 4월 1일: KTX 운행 개시, 대전조차장 -옥천, 신동 -부산 전철화[30]
- 2004년 6월 25일: 부곡역을 의왕역으로 개칭
- 2005년 1월 20일: 병점 -천안 전철화, 복복선화
- 2005년 3월 30일: 천안 -조치원 전철화
- 2005년 7월 1일: 가리봉역을 가산디지털단지역으로 개칭 및, 조치원 -대전조차장 전철화
- 2005년 11월 1일: 가천역 개업[31]
- 2005년 12월 27일: 세마역, 오산대역 개업
- 2006년 6월 30일: 진위역, 지제역 개업
- 2006년 12월 8일: 옥천 -신동 전철화 및 개량으로 경부선 전구간 전철화 완료[32]
- 2007년 3월 1일: 전기기관차 운행개시
- 2007년 6월 1일: 서울 -동대구 간 김천, 구미 경유 우회 KTX 하루 왕복 2회 운행 개시
- 2008년 12월 29일: 시흥역을 금천구청역으로 개칭
- 2010년 1월 21일: 당정역 개업
- 2010년 11월 1일: 경부고속선 2단계 구간 개통과 함께 서울역 -부산역 간 영등포, 수원 경유 기존선 KTX 8회 운행, 김천(구미)역 개통으로 김천역과 구미역에 정차하던 기존선 경유 KTX 폐지, 밀양역, 구포역경유 KTX 대폭 감소
- 2014년 5월 12일: ITX-새마을 운행 시작 및 ITX-새마을, 새마을호 청도역 재정차.
- 2014년 6월 1일: 경전선 새마을호가 ITX-새마을로 대체 운행.
- 2014년 6월 30일: ITX-새마을 물금역 정차 개시, 서울-부산 새마을호 폐지.
- 2015년 4월 2일: ITX-새마을 전 열차 천안역 정차 개시.
- 2015년 8월 1일: ITX-새마을 왜관역 정차 개시.
- 2017년 5월 1일: ITX-청춘 운행 시작
- 2018년 3월 23일: ITX-청춘 운행 중단
- 2019년 4월 17일: 철도 노선번호 변경에 따라 302로 변경[33]
- 2020년 4월 10일: 사곡역 여객 취급 중지로 무궁화호 무정차 통과[34]
- 2020년 8월 19일: 장항선과 시간표 통합(경부 장항선)[35]
- 2020년 11월 24일: 지제역을 평택지제역으로 개칭[36]
- 2021년 9월 9일 : 철도거리표에 서대구역 고시[37]
- 2022년 3월 31일: 서대구역 개업 및 KTX와 SRT 정차.[38]
- 2023년 7월 15일: 집중호우로 철로에 토사가 유입되거나 선로 손상으로 일반 열차가 운행중지
- 2023년 9월 1일: ITX-마음 운행 개시[39]
- 2023년 12월 28일: KTX 물금역 추가정차[40]
- 2024년 10월 2일: '대구권 광역철도'의 운행 계통 명칭을 대경선으로 확정
- 2024년 12월 14일: 대경선  1단계 구미 ~ 경산 구간 개통[41]

## 운영

### 운행
- 우측 운행계통도를 참조
- KTX
  - 서울 -금천구청 (시흥연결선)
  - 금천구청 -대전조차장, 동대구 -부산 구간을 기존선으로 운행하는 열차도 있다.
  - 서울 -용산 → 경의·중앙선 계통
  - 용산 -대전조차장 → 호남선·전라선 계통
  - 용산 -대전
- ITX-새마을
  - 서울 -부산
  - 서울 -미전 (미전선) → 경전선 계통
  - 서울 -사상 → 동해선 계통
  - 용산 -대전조차장 → 호남선·전라선 계통
  - 용산 -천안 → 장항선 계통
- ITX-마음
  - 서울 -부산
- 무궁화호[43]
  - 서울 -부산
  - 서울 -대전
  - 부산 -동대구/대전
  - 서울 -가천(대구) → 대구선·동해선 계통
  - 서울 -미전(미전선) → 경전선 계통
  - 용산 -천안 → 장항선 계통
  - 용산 -대전조차장 → 호남선·전라선 계통
- 누리로
  - 동대구 -부산
  - 동대구 -가천(대구) → 대구선·동해선 계통
- 수도권 전철 1호선
  - (1호선 연결선) 남영 -천안 → 장항선
  - 서울 -천안 급행의 경우 경부선 서울역에 정차.
- 대경선
  - 구미 - 경산

### 차량
운행되는 객차 차량
- 새마을호
- 무궁화호

동차
- KTX
- KTX-산천
- KTX-산천 (원강산천)
- SRT
- ITX-새마을
- ITX-마음
- 누리로

- 광역 전철

- 한국철도공사 311000 · 312000호대 전동차 : 수도권 전철 1호선, 서울-남영-천안 구간에만 운행한다.
- 한국철도공사 319000호대 전동차 : 수도권 전철 1호선, 영등포-금천구청 구간에만 운행한다.
- 서울교통공사 1000호대 VVVF 전동차 : 수도권 전철 1호선, 남영-병점 구간에만 운행한다.
- 서울교통공사 1000호대 저항제어 전동차 : 수도권 전철 1호선, 남영-병점 구간에만 운행한다.
- 한국철도공사 392000호대 전동차: 대경선, 구미-경산 구간에만 운행한다.

기관차
- 7300호대 디젤 기관차
- 7400호대 디젤 기관차
- 7500호대 디젤 기관차
- 8000호대 전기 기관차
- 8100호대 전기 기관차
- 8200호대 전기 기관차
- 8500호대 전기 기관차

## 역 목록

### 서울-두정
- 수도권 전철 1호선 열차는 급행, 특급을 제외하면 서울 이남 두정 이북의 모든 역에 정차하므로 생략했다.
- K: KTX
- 새: ITX-새마을
- 마: ITX-마음
- 무: 무궁화호
- ●: 전 열차 정차, ◎: 시·종착 열차만 전부 정차 / 그 외에는 일부 열차 정차, ▲: 일부 열차 정차, ｜: 미정차.

| 역 번호 | 역명           | 로마자 역명           | 한자 역명        | K               | K  | 새 | 무 | 마 | 접속 노선 | 역간 거리(km) | 영업 거리(km) | 소재지     | 소재지   |
| ------- | -------------- | --------------------- | ---------------- | --------------- | -- | -- | -- | -- | --- | ------------- | ------------- | ---------- | -------- |
| 133     | 서울           | Seoul                 |                  | ◎               | ◎  | ◎  | ◎  | ◎  | 경의선 ● 수도권 전철 1호선 ● 수도권 전철 4호선 ● 수도권 전철 경의·중앙선 ● 인천국제공항철도 ● 수도권 광역급행철도 A노선 | 0.0           | 0.0           | 서울특별시 | 중구     |
|         | 지하철 인입선  |                       |                  | ｜              | ｜ | ｜ | ｜ | ｜ | 서울 지하철 1호선 접속                                                                                                  | 0.0           | 0.0           | 서울특별시 | 용산구   |
| 134     | 남영           | Namyeong              | 南營             | ｜              | ｜ | ｜ | ｜ | ｜ | | 1.7           | 1.7           | 서울특별시 | 용산구   |
| 135     | 용산           | Yongsan               | 龍山             | ◎               | ◎  | ◎  | ◎  | ◎  | 용산선 경원선 ● 수도권 전철 경의·중앙선                                                                                 | 1.5           | 3.2           | 서울특별시 | 용산구   |
|         | 삼각선 (분기)  | -                     | -                | ｜              | ｜ | ｜ | ｜ | ｜ | 용산삼각선 | 0.8           | 4.0           | 서울특별시 | 용산구   |
| 136     | 노량진         | Noryangjin            | 鷺梁津           | ｜              | ｜ | ｜ | ｜ | ｜ | ● 서울 지하철 9호선 | 1.8           | 5.8           | 서울특별시 | 동작구   |
| 137     | 대방           | Daebang               | 大方             | ｜              | ｜ | ｜ | ｜ | ｜ | ● 서울 경전철 신림선 | 1.5           | 7.3           | 서울특별시 | 영등포구 |
| 138     | 신길           | Singil                | 新吉             | ｜              | ｜ | ｜ | ｜ | ｜ | ● 수도권 전철 5호선 | 0.8           | 8.1           | 서울특별시 | 영등포구 |
| 139     | 영등포         | Yeongdeungpo          | 永登浦           | ▲               | ▲  | ●  | ●  | ●  | | 1.0           | 9.1           | 서울특별시 | 영등포구 |
| 140     | 신도림         | Sindorim              | 新道林           | ｜              | ｜ | ｜ | ｜ | ｜ | ● 서울 지하철 2호선 (본선) ● 서울 지하철 2호선 (신정지선)                                                               | 1.5           | 10.6          | 서울특별시 | 구로구   |
| 141     | 구로           | Guro                  | 九老             | ｜              | ｜ | ｜ | ｜ | ｜ | 경인선 구로기지선 | 1.1           | 11.7          | 서울특별시 | 구로구   |
|         | 삼각선 (분기)  | -                     | -                | ｜              | ｜ | ｜ | ｜ | ｜ | 구로삼각선 | 1.3           | 13.0          | 서울특별시 | 구로구   |
| P142    | 가산디지털단지 | Gasan Digital Complex | 加山디지털團地驛 | ｜              | ｜ | ｜ | ｜ | ｜ | ● 서울 지하철 7호선 | 1.1           | 14.1          | 서울특별시 | 금천구   |
| P143    | 독산           | Doksan                | 禿山             | ｜              | ｜ | ｜ | ｜ | ｜ | | 2.0           | 16.1          | 서울특별시 | 금천구   |
| P144    | 금천구청       | Geumcheon-gu Office   | 衿川區廳         | ｜              | ｜ | ｜ | ｜ | ｜ | 경부고속선 ● 수도권 전철 1호선(광명 방면)                                                                               | 1.2           | 17.3          | 서울특별시 | 금천구   |
|         | 연결선 (분기)  | -                     | -                | 경부고속선 경유 | ｜ | ｜ | ｜ | ｜ | 시흥연결선 | 0.4           | 17.7          | 서울특별시 | 금천구   |
| P145    | 석수           | Seoksu                | 石水             | 경부고속선 경유 | ｜ | ｜ | ｜ | ｜ | | 1.9           | 19.6          | 경기도     | 안양시   |
| P146    | 관악           | Gwanak                | 冠岳             | 경부고속선 경유 | ｜ | ｜ | ｜ | ｜ | | 1.9           | 21.5          | 경기도     | 안양시   |
| P147    | 안양           | Anyang                | 安養             | 경부고속선 경유 | ｜ | ｜ | ▲  | ｜ | | 2.4           | 23.9          | 경기도     | 안양시   |
| P148    | 명학           | Myeonghak             | 鳴鶴             | 경부고속선 경유 | ｜ | ｜ | ｜ | ｜ | | 2.2           | 26.1          | 경기도     | 안양시   |
| P149    | 금정           | Geumjeong             | 衿井             | 경부고속선 경유 | ｜ | ｜ | ｜ | ｜ | 안산선 과천선 (● 수도권 전철 4호선)                                                                                     | 1.4           | 27.5          | 경기도     | 군포시   |
| P150    | 군포           | Gunpo                 | 軍浦             | 경부고속선 경유 | ｜ | ｜ | ｜ | ｜ | | 2.2           | 29.7          | 경기도     | 군포시   |
| P151    | 당정           | Dangjeong             | 堂井             | 경부고속선 경유 | ｜ | ｜ | ｜ | ｜ | | 1.6           | 31.3          | 경기도     | 군포시   |
| P152    | 의왕           | Uiwang                | 義王             | 경부고속선 경유 | ｜ | ｜ | ｜ | ｜ | 남부화물기지선 | 2.6           | 33.9          | 경기도     | 의왕시   |
| P153    | 성균관대       | Sungkyunkwan Univ.    | 成均館大         | 경부고속선 경유 | ｜ | ｜ | ｜ | ｜ | | 2.9           | 36.8          | 경기도     | 수원시   |
| P154    | 화서           | Hwaseo                | 華西             | 경부고속선 경유 | ｜ | ｜ | ｜ | ｜ | | 2.6           | 39.4          | 경기도     | 수원시   |
| P155    | 수원           | Suwon                 | 水原             | 경부고속선 경유 | ●  | ●  | ●  | ●  | ● 수도권 전철 수인·분당선                                                                                               | 2.1           | 41.5          | 경기도     | 수원시   |
| P156    | 세류           | Seryu                 | 細柳             | 경부고속선 경유 | ｜ | ｜ | ｜ | ｜ | | 2.9           | 44.4          | 경기도     | 수원시   |
| P157    | 병점           | Byeongjeom            | 餠店             | 경부고속선 경유 | ｜ | ｜ | ｜ | ｜ | 병점기지선 ● 수도권 전철 1호선                                                                                          | 4.3           | 48.7          | 경기도     | 화성시   |
| P158    | 세마           | Sema                  | 洗馬             | 경부고속선 경유 | ｜ | ｜ | ｜ | ｜ | | 2.4           | 51.1          | 경기도     | 오산시   |
| P159    | 오산대         | Osan College          | 烏山大           | 경부고속선 경유 | ｜ | ｜ | ｜ | ｜ | | 2.7           | 53.8          | 경기도     | 오산시   |
| P160    | 오산           | Osan                  | 烏山             | 경부고속선 경유 | ｜ | ▲  | ▲  | ｜ | | 2.7           | 56.5          | 경기도     | 오산시   |
| P161    | 진위           | Jinwi                 | 振威             | 경부고속선 경유 | ｜ | ｜ | ｜ | ｜ | | 4.0           | 60.5          | 경기도     | 평택시   |
| P162    | 송탄           | Songtan               | 松炭             | 경부고속선 경유 | ｜ | ｜ | ｜ | ｜ | | 3.8           | 64.3          | 경기도     | 평택시   |
| P163    | 서정리         | Seojeong-ri           | 西井里           | 경부고속선 경유 | ｜ | ▲  | ▲  | ｜ | | 2.2           | 66.5          | 경기도     | 평택시   |
| P164    | 평택지제       | PyeongtaekJije        | 平澤芝制         | 경부고속선 경유 | ｜ | ｜ | ｜ | ｜ | 수서평택고속선 | 4.8           | 71.3          | 경기도     | 평택시   |
| P165    | 평택           | Pyeongtaek            | 平澤             | 경부고속선 경유 | ｜ | ▲  | ●  | ▲  | 평택선 | 3.7           | 75.0          | 경기도     | 평택시   |
| P166    | 성환           | Seonghwan             | 成歡             | 경부고속선 경유 | ｜ | ｜ | ▲  | ｜ | | 9.4           | 84.4          | 충청남도   | 천안시   |
| P167    | 직산           | Jiksan                | 稷山             | 경부고속선 경유 | ｜ | ｜ | ｜ | ｜ | | 5.4           | 89.8          | 충청남도   | 천안시   |
| P168    | 두정           | Dujeong               | 斗井             | 경부고속선 경유 | ｜ | ｜ | ｜ | ｜ | 천안직결선 | 3.8           | 93.6          | 충청남도   | 천안시   |

### 천안-부산
- K로 시작하는 역 번호가 표시된 역은 대경선 광역전철이 정차하는 역이다.
- K: KTX
- 새: ITX-새마을
- 마: ITX-마음
- 무: 무궁화호
- ●: 전 열차 정차, ■: 기존 경부선(구포) 경유 열차는 전부 정차(KTX) / 경전선 KTX는 일부 열차만 정차, ▲: 일부 열차 정차, ｜: 미정차.

| 역 번호 | 역명          | 로마자 역명       | 한자 역명  | K                    | K                    | 새 | 무 | 마 | 접속 노선                                                         | 역간 거리(km) | 영업 거리(km) | 소재지         | 소재지         |
| ------- | ------------- | ----------------- | ---------- | -------------------- | -------------------- | -- | -- | -- | ----------------------------------------------------------------- | ------------- | ------------- | -------------- | -------------- |
|         | 천안          | Cheonan           | 天安       | 경부고속선 경유      | ｜                   | ●  | ●  | ●  | 장항선 (● 수도권 전철 1호선)                                      | 3.0           | 96.6          | 충청남도       | 천안시         |
|         | 소정리        | Sojeong-ri        | 小井里     | 경부고속선 경유      | ｜                   | ｜ | ｜ | ｜ |                                                                   | 10.8          | 107.4         | 세종특별자치시 | 세종특별자치시 |
|         | 전의          | Jeonui            | 全義       | 경부고속선 경유      | ｜                   | ｜ | ▲  | ｜ |                                                                   | 7.5           | 114.9         | 세종특별자치시 | 세종특별자치시 |
|         | 전동          | Jeondong          | 全東       | 경부고속선 경유      | ｜                   | ｜ | ｜ | ｜ |                                                                   | 7.7           | 122.6         | 세종특별자치시 | 세종특별자치시 |
|         | 서창          | Seochang          | 瑞倉       | 경부고속선 경유      | ｜                   | ｜ | ｜ | ｜ | 오송선                                                            | 3.5           | 126.1         | 세종특별자치시 | 세종특별자치시 |
|         | 조치원        | Jochiwon          | 鳥致院     | 경부고속선 경유      | ｜                   | ●  | ●  | ▲  | 충북선                                                            | 3.2           | 129.3         | 세종특별자치시 | 세종특별자치시 |
|         | 내판          | Naepan            | 內板       | 경부고속선 경유      | ｜                   | ｜ | ｜ | ｜ |                                                                   | 5.6           | 134.9         | 세종특별자치시 | 세종특별자치시 |
|         | 부강          | Bugang            | 芙江       | 경부고속선 경유      | ｜                   | ｜ | ▲  | ｜ | 부강화물선                                                        | 4.9           | 139.8         | 세종특별자치시 | 세종특별자치시 |
|         | 매포          | Maepo             | 梅浦       | 경부고속선 경유      | ｜                   | ｜ | ｜ | ｜ |                                                                   | 4.6           | 144.4         | 세종특별자치시 | 세종특별자치시 |
|         | 신탄진        | Sintanjin         | 新灘津     | 경부고속선 경유      | ｜                   | ▲  | ▲  | ▲  |                                                                   | 7.5           | 151.9         | 대전광역시     | 대덕구         |
|         | 회덕          | Hoedeok           | 懷德       | 경부고속선 경유      | ｜                   | ｜ | ｜ | ｜ |                                                                   | 5.6           | 157.5         | 대전광역시     | 대덕구         |
|         | 대전조차장    | Daejeon jochajang | 大田操車場 | 경부고속선 경유      | ｜                   | ｜ | ｜ | ｜ | 호남선                                                            | 4.1           | 161.6         | 대전광역시     | 대덕구         |
|         | 연결선 (분기) | -                 | -          | 경부고속선 경유      | ｜                   | ｜ | ｜ | ｜ | 경부고속선                                                        | 2.6           | 164.2         | 대전광역시     | 대덕구         |
|         | 대전          | Daejeon           | 大田       | ●                    | ●                    | ●  | ●  | ●  | 대전선 ● 대전 도시철도 1호선 (대전역)                             | 2.1           | 166.3         | 대전광역시     | 동구           |
|         | 연결선 (분기) | -                 | -          | 경 부 고 속 선 경 유 | 경 부 고 속 선 경 유 | ｜ | ｜ | ｜ | 경부고속선                                                        | 0.4           | 182.9         | 대전광역시     | 동구           |
|         | 세천          | Secheon           | 細川       | 경 부 고 속 선 경 유 | 경 부 고 속 선 경 유 | ｜ | ｜ | ｜ |                                                                   | 7.3           | 173.6         | 대전광역시     | 동구           |
|         | 옥천          | Okcheon           | 沃川       | 경 부 고 속 선 경 유 | 경 부 고 속 선 경 유 | ｜ | ▲  | ｜ |                                                                   | 8.9           | 182.5         | 충청북도       | 옥천군         |
|         | 이원          | Iwon              | 伊院       | 경 부 고 속 선 경 유 | 경 부 고 속 선 경 유 | ｜ | ▲  | ｜ |                                                                   | 7.9           | 190.8         | 충청북도       | 옥천군         |
|         | 지탄          | Jitan             | 池灘       | 경 부 고 속 선 경 유 | 경 부 고 속 선 경 유 | ｜ | ▲  | ｜ |                                                                   | 5.6           | 196.4         | 충청북도       | 옥천군         |
|         | 심천          | Simcheon          | 深川       | 경 부 고 속 선 경 유 | 경 부 고 속 선 경 유 | ｜ | ▲  | ｜ |                                                                   | 4.4           | 200.8         | 충청북도       | 영동군         |
|         | 각계          | Gakgye            | 覺溪       | 경 부 고 속 선 경 유 | 경 부 고 속 선 경 유 | ｜ | ▲  | ｜ |                                                                   | 3.8           | 204.6         | 충청북도       | 영동군         |
|         | 영동          | Yeongdong         | 永同       | 경 부 고 속 선 경 유 | 경 부 고 속 선 경 유 | ▲  | ●  | ▲  |                                                                   | 7.0           | 211.6         | 충청북도       | 영동군         |
|         | 황간          | Hwanggan          | 黃澗       | 경 부 고 속 선 경 유 | 경 부 고 속 선 경 유 | ｜ | ▲  | ｜ |                                                                   | 14.6          | 226.2         | 충청북도       | 영동군         |
|         | 추풍령        | Chupungnyeong     | 秋風嶺     | 경 부 고 속 선 경 유 | 경 부 고 속 선 경 유 | ｜ | ▲  | ｜ |                                                                   | 8.5           | 234.7         | 충청북도       | 영동군         |
|         | 신암          | Sinam             | 新岩       | 경 부 고 속 선 경 유 | 경 부 고 속 선 경 유 | ｜ | ｜ | ｜ |                                                                   | 6.0           | 240.7         | 경상북도       | 김천시         |
|         | 직지사        | Jikjisa           | 直指寺     | 경 부 고 속 선 경 유 | 경 부 고 속 선 경 유 | ｜ | ｜ | ｜ |                                                                   | 5.5           | 246.2         | 경상북도       | 김천시         |
|         | 김천          | Gimcheon          | 金泉       | 경 부 고 속 선 경 유 | 경 부 고 속 선 경 유 | ●  | ●  | ●  | 경북선                                                            | 7.6           | 253.8         | 경상북도       | 김천시         |
|         | 대신          | Daesin            | 大新       | 경 부 고 속 선 경 유 | 경 부 고 속 선 경 유 | ｜ | ｜ | ｜ |                                                                   | 9.7           | 263.5         | 경상북도       | 김천시         |
|         | 아포          | Apo               | 牙浦       | 경 부 고 속 선 경 유 | 경 부 고 속 선 경 유 | ｜ | ｜ | ｜ |                                                                   | 5.7           | 269.2         | 경상북도       | 김천시         |
| K110    | 구미          | Gumi              | 龜尾       | 경 부 고 속 선 경 유 | 경 부 고 속 선 경 유 | ●  | ●  | ●  |                                                                   | 7.5           | 276.7         | 경상북도       | 구미시         |
| K111    | 사곡          | Sagok             | 沙谷       | 경 부 고 속 선 경 유 | 경 부 고 속 선 경 유 | ｜ | ｜ | ｜ |                                                                   | 4.6           | 281.3         | 경상북도       | 구미시         |
|         | 약목          | Yangmok           | 若木       | 경 부 고 속 선 경 유 | 경 부 고 속 선 경 유 | ｜ | ▲  | ｜ |                                                                   | 8.2           | 289.5         | 경상북도       | 칠곡군         |
| K113    | 왜관          | Waegwan           | 倭館       | 경 부 고 속 선 경 유 | 경 부 고 속 선 경 유 | ▲  | ●  | ｜ |                                                                   | 6.5           | 296.0         | 경상북도       | 칠곡군         |
|         | 연화          | Yeonhwa           | 蓮花       | 경 부 고 속 선 경 유 | 경 부 고 속 선 경 유 | ｜ | ｜ | ｜ |                                                                   | 6.2           | 302.2         | 경상북도       | 칠곡군         |
|         | 신동          | Sindong           | 新洞       | 경 부 고 속 선 경 유 | 경 부 고 속 선 경 유 | ｜ | ▲  | ｜ | 신동화물선                                                        | 3.7           | 305.9         | 경상북도       | 칠곡군         |
|         | 지천          | Jicheon           | 枝川       | 경 부 고 속 선 경 유 | 경 부 고 속 선 경 유 | ｜ | ｜ | ｜ |                                                                   | 7.4           | 313.3         | 경상북도       | 칠곡군         |
|         | 연결선 (분기) | -                 | -          | 경 부 고 속 선 경 유 | 경 부 고 속 선 경 유 | ｜ | ｜ | ｜ | 경부고속선                                                        | 3.3           | 316.6         | 대구광역시     | 서구           |
| K115    | 서대구        | Seodaegu          | 西大邱     | ▲                    | ▲                    | ｜ | ｜ | ｜ |                                                                   | 2.3           | 318.9         | 대구광역시     | 서구           |
| K117    | 대구          | Daegu             | 大邱       | ｜                   | ｜                   | ●  | ●  | ●  | ● 대구 도시철도 1호선                                             | 4.2           | 323.1         | 대구광역시     | 북구           |
| K118    | 동대구        | Dongdaegu         | 東大邱     | ●                    | ●                    | ●  | ●  | ●  | ● 대구 도시철도 1호선                                             | 3.2           | 326.3         | 대구광역시     | 동구           |
|         | 연결선 (분기) | -                 | -          | 경부고속선 경유      | ｜                   | ｜ | ｜ | ｜ | 경부고속선                                                        | 2.6           | 328.9         | 대구광역시     | 수성구         |
|         | 고모          | Gomo              | 顧母       | 경부고속선 경유      | ｜                   | ｜ | ｜ | ｜ |                                                                   | 2.9           | 331.8         | 대구광역시     | 수성구         |
|         | 가천          | Gacheon           | 佳川       | 경부고속선 경유      | ｜                   | ｜ | ｜ | ｜ | 대구선                                                            | 1.6           | 333.4         | 대구광역시     | 수성구         |
| K119    | 경산          | Gyeongsan         | 慶山       | 경부고속선 경유      | ▲                    | ▲  | ●  | ｜ |                                                                   | 5.2           | 338.6         | 경상북도       | 경산시         |
|         | 삼성          | Samseong          | 三省       | 경부고속선 경유      | ｜                   | ｜ | ｜ | ｜ |                                                                   | 7.1           | 345.7         | 경상북도       | 경산시         |
|         | 남성현        | Namseonghyeon     | 南省峴     | 경부고속선 경유      | ｜                   | ｜ | ▲  | ｜ |                                                                   | 7.4           | 353.1         | 경상북도       | 청도군         |
|         | 청도          | Cheongdo          | 淸道       | 경부고속선 경유      | ｜                   | ▲  | ●  | ▲  |                                                                   | 8.7           | 361.8         | 경상북도       | 청도군         |
|         | 신거          | Singeo            | 新巨       | 경부고속선 경유      | ｜                   | ｜ | ｜ | ｜ |                                                                   | 5.6           | 367.4         | 경상북도       | 청도군         |
|         | 상동          | Sangdong          | 上東       | 경부고속선 경유      | ｜                   | ｜ | ▲  | ｜ |                                                                   | 4.8           | 372.2         | 경상남도       | 밀양시         |
|         | 밀양          | Miryang           | 密陽       | 경부고속선 경유      | ■                    | ▲  | ●  | ｜ | 경전선                                                            | 9.4           | 381.6         | 경상남도       | 밀양시         |
|         | 미전          | Mijeon            | 美田       | 경부고속선 경유      | ｜                   | ｜ | ｜ | ｜ | 미전선                                                            | 11.0          | 392.6         | 경상남도       | 밀양시         |
|         | 삼랑진        | Samnangjin        | 三浪津     | 경부고속선 경유      | ｜                   | ｜ | ▲  | ｜ | 경전선                                                            | 1.5           | 394.1         | 경상남도       | 밀양시         |
|         | 원동          | Wondong           | 院洞       | 경부고속선 경유      | ｜                   | ▲  | ▲  | ｜ |                                                                   | 9.1           | 403.2         | 경상남도       | 양산시         |
|         | 물금          | Mulgeum           | 勿禁       | 경부고속선 경유      | ▲                    | ▲  | ▲  | ▲  |                                                                   | 9.2           | 412.4         | 경상남도       | 양산시         |
|         | 화명          | Hwamyeong         | 華明       | 경부고속선 경유      | ｜                   | ｜ | ▲  | ｜ | ● 부산 도시철도 2호선 (화명역)                                    | 9.4           | 421.8         | 부산광역시     | 북구           |
|         | 구포          | Gupo              | 龜浦       | 경부고속선 경유      | ●                    | ●  | ●  | ●  | ● 부산 도시철도 3호선 (구포역)                                    | 3.4           | 425.2         | 부산광역시     | 북구           |
|         | 사상          | Sasang            | 沙上       | 경부고속선 경유      | ｜                   | ｜ | ▲  | ｜ | 가야선 ● 부산 도시철도 2호선 (사상역) ● 부산-김해 경전철 (사상역) | 5.1           | 430.3         | 부산광역시     | 사상구         |
|         | 부산진        | Busanjin          | 釜山鎭     | 경부고속선 경유      | ｜                   | ｜ | ｜ | ｜ | 동해선 우암선                                                     | 9.6           | 439.9         | 부산광역시     | 동구           |
|         | 연결선 (분기) | -                 | -          | 경부고속선 경유      | ｜                   | ｜ | ｜ | ｜ | 경부고속선                                                        | 0.3           | 440.2         | 부산광역시     | 동구           |
|         | 부산          | Busan             | 釜山       | ●                    | ●                    | ●  | ●  | ●  | ● 부산 도시철도 1호선 (부산역)                                    | 1.5           | 441.7         | 부산광역시     | 동구           |

### 폐역 목록
- 서대문: 현 서울역 북쪽에 위치 개업 당시 경성역, 1919년 3월 31일 폐역.
- 박람회: 가산디지털단지 - 독산 사이에 있었음.
- 안양풀장: 관악 - 안양 사이에 있었음. 1969년 8월 17일 폐역.
- 엑스포: 대전엑스포 기간 중 대전조차장역 구내에 설치한 임시승강장. 1993년 11월 8일 폐역.
- 오정: 회덕 - 대전 사이에 있었음. 1978년 1월 1일 폐역되었지만, 2027년 재개통 예정
- 증약: 세천 - 옥천 사이에 있었음. 1974년 8월 15일 폐역.
- 가풍: 옥천 - 이원 사이에 있었음. 1974년 12월 5일 폐역.
- 미륵: 영동 - 황간 사이에 있었음. 1992년 3월 2일 폐역.
- 금오산: 김천 - 약목 사이에 있었음. 김천~약목 구간의 선로 이설로 1916년 10월 1일 폐역.
- 대성: 상동 - 밀양 사이에 있었음. 폐역일 미상.
- 초량: 부산진 - 부산 사이에 있었음. 1965년 7월 23일 폐역.
- 부산잔교: 부산에서 선로를 연장하여 잔교까지 연결. 8·15 광복 이후 폐역

## 경부고속철도
경부고속철도는 2004년 4월 1일 1단계 구간 개통을 시작으로 2010년 11월 1일 2단계 구간 개통, 2015년 8월 1일 대전역과 동대구역 인근 구간 개통으로 전 구간 개통된 대한민국의 고속철도이다.
속도는 경부고속선 평균 250 km/h, 최고 305 km/h, 경부선 150 km/h로 운행하며 서울역-부산역 구간 소요시간이 2시간 15분에서 2시간 48분가량 걸린다.
차량은 프랑스의 TGV를 한국 사양에 맞게 개량한 KTX와 HSR-350X를 양산화한 KTX-산천을 사용한다.

## 지선 노선
경부선에는 총 18개의 지선 철도가 있다.
| 번호  | 노선 명칭      | 기점       | 종점       | 연장(km) | 비고                                |
| ----- | -------------- | ---------- | ---------- | -------- | ----------------------------------- |
| 30201 | 용산삼각선     | (경부선)   | (경원선)   | 0.5      | 한강철교~이촌역 구간 연결           |
| 30202 | 구로삼각선     | (경부선)   | (경인선)   | 1.2      | 오류동역~가산디지털단지역 구간 연결 |
| 30203 | 구로기지선     | 구로역     | 구로기지   | 1.4      |                                     |
| 30204 | 남부화물기지선 | 의왕역     | 오봉역     | 3.0      |                                     |
| 30205 | 수인선         | 수원역     | 인천역     | 20.5     |                                     |
| 30206 | 병점기지선     | 병점역     | 서동탄역   | 2.2      |                                     |
| 30207 | 천안직결선     | 두정역     | 천안역     | 3.1      |                                     |
| 30208 | 오송선         | 서창역     | 오송역     | 4.6      |                                     |
| 30209 | 대전선         | 대전역     | 서대전역   | 5.7      |                                     |
| 30210 | 대구선         | 가천역     | 영천역     | 29.0     |                                     |
| 30211 | 미전선         | 미전역     | 낙동강역   | 1.6      |                                     |
| 30212 | 가야선         | 사상역     | 범일역     | 8.3      |                                     |
| 30213 | 양산화물선     | 물금역     | 양산화물역 | 3.5      |                                     |
| 30214 | 부강화물선     | 부강역     | 부강화물역 | 2.9      |                                     |
| 30215 | 신동화물선     | 신동역     | 신동화물역 | 4.7      |                                     |
| 30216 | 평택선         | 창내역     | 평택역     | 8.8      |                                     |
| 30217 | 평택삼각선     | 신대신호소 | (경부선)   | 2.2      | 경부선기점 71.881 km 지점에서 분기  |
| 30218 | 평택직결선     | 신대신호소 | (경부선)   | 2.1      | 경부선기점 74.730 km 지점에서 분기  |

### 용산삼각선
용산삼각선은 용산역에서 부산 방향으로 0.8 km 떨어진 지점에 있는 삼각선이다. 경부선 한강철교 북단에서 분기하여 경원선 이촌역 부근에서 경원선과 합류한다. 국토교통부의 한국철도영업거리표 상 노선 번호는 30201이다.
용산삼각선을 따라 비정기적으로 전동차가 운행하기도 한다. 예를 들자면, 2010년 7월 17일부터 주말에만 토요일과 일요일 각각 1편성씩 왕복으로 동인천역-용문역, 병점역-용문역 간 주말 특급 열차가 신설되어 이 구간도 수도권 전철의 열차가 경유하였으나, 계절별 수송수요 편차가 크게 나타나는 등 이용객 저조로 2010년 12월 1일부터 운행이 중지되었다. 서울 지하철 1호선이나 경부선 용산-서울역 구간 완행선로의 고장시 우회 선로로도 이용된다.
| 역명            | 역간거리 (km) | 영업거리 (km) | 접속 노선 | 소재지     | 소재지 |
| --------------- | ------------- | ------------- | --------- | ---------- | ------ |
| 삼각선 (경부선) | 0.0           | 0.0           | 경부본선  | 서울특별시 | 용산구 |
| 삼각선 (경원선) | 0.5           | 0.5           | 경원본선  | 서울특별시 | 용산구 |

### 구로삼각선
구로삼각선은 구로역에서 부산 방향으로 1.3 km 떨어진 지점에 있는 삼각선이다. 경부선의 가산디지털단지역과 경인선 오류동역 사이를 잇는다. 국토교통부의 한국철도영업거리표 상 노선 번호는 30202이다.
| 역명            | 접속 노선 | 역간 거리 | 영업 거리 | 소재지     | 소재지 |
| --------------- | --------- | --------- | --------- | ---------- | ------ |
| 삼각선 (경부선) | 경부선    | 0.0       | 0.0       | 서울특별시 | 구로구 |
| 삼각선 (경인선) | 경인선    | 1.2       | 1.2       | 서울특별시 | 구로구 |

### 구로기지선
구로기지선은 구로역과 구로기지간을 잇는 연결선이다. 수도권 전철 1호선의 구로차량사업소 입출고 열차가 이용한다. 국토교통부의 한국철도영업거리표 상 노선 번호는 30203이다.
| 역명              | 접속 노선 | 역간 거리 | 영업 거리 | 소재지     | 소재지 |
| ----------------- | --------- | --------- | --------- | ---------- | ------ |
| 구로 (경부선)     | 경부본선  | 0.0       | 0.0       | 서울특별시 | 구로구 |
| 구로기지 (경부선) | 경부본선  | 1.4       | 1.4       | 서울특별시 | 구로구 |

### 남부화물기지선
남부화물기지선은 의왕역과 오봉역 간을 잇는 화물선이다. 본래 남부순환선 계획의 일부로 건설되었다. 국토교통부의 한국철도영업거리표 상 노선 번호는 30204이다.

### 병점기지선
병점기지선은 경기도 화성시의 병점역과 오산시의 서동탄역을 잇는 철도 노선이다. 국토교통부의 한국철도영업거리표 상 노선 번호는 30206이다.
과거 이 노선은 경부선의 일부였으나, 경부선의 복복선화 및 직선화 과정 중 병점역에서 지금의 오산대역에 이르는 구간이 이설되고 기존선 경로 상에 병점차량사업소를 건설함에 따라 병점역과 병점차량사업소를 잇는 구간만을 남겨 병점기지선이라고 부르게 되었다.
이후 화성시의 동탄신도시가 본격적으로 조성되면서 병점역에 비해 병점차량사업소가 더욱 인접한 점을 토대로 화성시가 건설비 전액을 투자하여 오산시 외삼미동에 서동탄역을 신설하였다.

### 천안직결선
천안직결선은 두정역과 천안역을 잇는 연결선으로, 경부선과 장항선 사이를 이으며, 복선화되어 있다. 국토교통부의 한국철도영업거리표 상 노선 번호는 30207이다.
경부선의 천안 이북에서 장항선에 직결하려는 열차가 사용한다. 실질적으로 장항선의 일부로 취급된다.
| 역명 | 접속 노선     | 역간 거리 | 영업 거리 | 소재지   | 소재지 |
| ---- | ------------- | --------- | --------- | -------- | ------ |
| 두정 | 경부선        | 0.0       | 0.0       | 충청남도 | 천안시 |
| 천안 | 장항선 경부선 | 3.1       | 3.1       | 충청남도 | 천안시 |

### 오송선
오송선은 서창역과 오송역을 잇는 연결선으로, 경부본선과 충북선 사이를 이으며, 복선화되어 있다. 경부본선의 전동 이북에서 충북선에 직결하려는 열차가 사용한다. 국토교통부의 한국철도영업거리표 상 노선 번호는 30208이다.
| 역명 | 접속 노선 | 역간 거리 | 영업 거리 | 소재지         | 소재지         |
| ---- | --------- | --------- | --------- | -------------- | -------------- |
| 서창 | 경부선    | 0.0       | 0.0       | 세종특별자치시 | 세종특별자치시 |
| 오송 | 충북선    | 4.6       | 4.6       | 충청북도       | 청주시         |

### 대전선
대전선은 대전역과 서대전역을 잇는 연결선으로, 경부본선과 호남본선 사이를 잇는다. 국토교통부의 한국철도영업거리표 상 노선 번호는 30209이다.

### 대구선
대구선은 가천역과 중앙선 영천역을 잇는 철도이다. 동해선 (부전·경주·포항 방면)이나 중앙선 (영주·제천·청량리·강릉 방면)으로 직결 운행하는 여객열차가 이 철도를 이용한다. 국토교통부의 한국철도영업거리표 상 노선 번호는 30210이다.

### 미전선
미전선 미전역과 낙동강역을 잇는 연결선으로, 경부본선과 경전선 사이를 잇는 삼각선이며, 복선화되어 있다. 경부본선의 밀양 이북에서 경전선에 직결하려는 열차가 사용한다. 국토교통부의 한국철도영업거리표 상 노선 번호는 30211이다.

### 가야선
가야선은 사상역과 동해선 범일역을 연결하는 철도 노선이다. 국토교통부의 한국철도영업거리표 상 노선 번호는 30212이다.

### 양산화물선
양산화물선은 물금역에서 양산화물역을 잇는 총연장 3.5 km의 화물선이다. 국토교통부의 한국철도영업거리표 상 노선 번호는 30213이다.

### 부강화물선
부강화물선은 부강역과 부강화물역간을 잇는 총연장 2.9 km의 화물선이다. 국토교통부의 한국철도영업거리표 상 노선 번호는 30214이다.

### 신동화물선
신동화물선은 신동역과 신동화물역간을 잇는 총연장 4.7 km의 화물선이다. 국토교통부의 한국철도영업거리표 상 노선 번호는 30215이다.

### 평택선
평택선은 평택역과 창내역을 연결하는 철도 노선이다. 포승-평택 철도로도 알려진 노선으로, 미래에 평택시 안중읍을 거쳐 포승읍의 평택항까지 연장될 예정이다. 국토교통부의 한국철도영업거리표 상 노선 번호는 30216이다.

### 평택삼각선
평택삼각선은 평택선 신대신호소에서 분기되어 평택지제역으로 향하는 지선이다. 국토교통부의 한국철도영업거리표 상 노선 번호는 30217이다.
| 역명     | 로마자 역명 | 한자 역명 | 역간 거리 | 영업 거리 | 접속 노선 | 소재지 | 소재지 | 비고                 |
| -------- | ----------- | --------- | --------- | --------- | --------- | ------ | ------ | -------------------- |
| 신대     | Sindae      | 新垈      | 0.0       | 0.0       |           | 경기도 | 평택시 |                      |
| (분기점) |             |           | 2.2       | 2.2       | 경부선    | 경기도 | 평택시 | 경부선기점 71.881 km |

### 평택직결선
평택직결선은 평택선 신대신호소에서 분기되어 평택역으로 향하는 지선이다. 경부선 상행선과 연결된다.
| 역명                 | 로마자 역명 | 한자 역명 | 역간 거리 | 영업 거리 | 접속 노선 | 소재지 | 소재지 | 비고                 |
| -------------------- | ----------- | --------- | --------- | --------- | --------- | ------ | ------ | -------------------- |
| 신대                 | Sindae      | 新垈      | 0.0       | 0.0       |           | 경기도 | 평택시 |                      |
| (분기점)             |             |           | 2.1       | 2.1       | 경부선    | 경기도 | 평택시 | 경부선기점 74.730 km |
| ↓ 경부선 평택역 방면 |             |           |           |           |           |        |        |                      |

## 경부선의 교통량

### 열차 통과량
오늘날 경부선은 경부선 본선과 경부고속선, 호남선, 전라선, 장항선의 철도교통량을 모두 처리하는 대한민국의 기간 교통망으로 기능하고 있다. 앞서 언급한 노선의 모든 철도교통량이 모여들기 때문에 경부1선의 서울~금천구청 구간은 대한민국 철도에서 가장 많은 일 여객 179회(광역철도 제외)를 처리하고 있다.
아래는 2023년도 철도통계연보에 나온 경부선 구간을 경유하는 정기열차 운행빈도이다. (단위 : 회/일, 작성기준 : 편도, 주중)
| 서울역 - 금천구청   | 222 | 114 | 29 | 35 | 1   | 0  | 4  | 183 |
| 금천구청 - 의왕     | 184 | 4   | 29 | 35 | 1   | 0  | 4  | 73  |
| 의왕 - 천안         | 186 | 4   | 29 | 35 | 1   | 14 | 18 | 101 |
| 천안 - 조치원       | 184 | 4   | 23 | 26 | 0   | 19 | 20 | 92  |
| 조치원 - 대전조차장 | 206 | 4   | 23 | 35 | 0   | 22 | 12 | 96  |
| 대전조차장 - 대전   | 180 | 4   | 12 | 25 | 0   | 22 | 4  | 67  |
| 대전 - 옥천         | 180 | 0   | 12 | 17 | 0   | 22 | 4  | 55  |
| 옥천 - 동대구       | 202 | 18  | 12 | 17 | 0   | 24 | 5  | 76  |
| 동대구 - 삼랑진     | 186 | 22  | 12 | 24 | 0   | 24 | 2  | 84  |
| 삼랑진 - 부산       | 188 | 6   | 11 | 22 | 0   | 8  | 1  | 48  |
| 경부2선             |     |     |    |    |     |    |    |     |
| 지하서울 - 구로     | 288 | 0   | 0  | 0  | 224 | 0  | 0  | 224 |
| 구로 - 병점         | 187 | 0   | 0  | 0  | 154 | 0  | 0  | 154 |
| 병점 - 천안         | 195 | 0   | 0  | 0  | 87  | 0  | 0  | 87  |
| 경부3선             |     |     |    |    |     |    |    |     |
| 서울 - 용산         | 74  | 18  | 0  | 0  | 0   | 0  | 3  | 21  |
| 용산 - 구로         | 286 | 0   | 0  | 0  | 109 | 0  | 0  | 109 |

### 이용객 변동
경부선은 2015년 기준으로 1년에 약 7천 3백만 명을 수송했으며, 이는 약 1억 4천만 명인 한국철도 전체의 지역 간 여객 수송량 가운데 약 54%에 달하는 양이다. 거리별 이동량을 나타내는 인거리(passenger-Km)수치 역시 압도적이며, 전체 약 234억 인km 가운데 51%인 119억 인km를 경부선이 담당하고 있다. 다음 자료는 2000년부터 2015년까지 한국철도공사 한국철도통계 내용을 모은 것이다.
| 구분       | 이용 인원수 (명) | 이용 인원수 (명) | 이용 인원수 (명) | 이용 인원수 (명) | 이용 인원수 (명)             | 이용 인원수 (명)             | 이용 인원수 (명)             | 이용 인원수 (명)             | 이용 인원수 (명)             | 이용 인원수 (명)             | 이용 인원수 (명)             | 이용 인원수 (명)             | 이용 인원수 (명)             | 이용 인원수 (명)             | 이용 인원수 (명)             | 이용 인원수 (명)             | 각주   |
| 구분       | 2000년           | 2001년           | 2002년           | 2003년           | 2004년                       | 2005년                       | 2006년                       | 2007년                       | 2008년                       | 2009년                       | 2010년                       | 2011년                       | 2012년                       | 2013년                       | 2014년                       | 2015년                       | 각주   |
| ---------- | ---------------- | ---------------- | ---------------- | ---------------- | ---------------------------- | ---------------------------- | ---------------------------- | ---------------------------- | ---------------------------- | ---------------------------- | ---------------------------- | ---------------------------- | ---------------------------- | ---------------------------- | ---------------------------- | ---------------------------- | ------ |
| 비둘기     | 2                | 0                | 0                | 0                | 0                            | 0                            | 0                            | 0                            | 0                            | 0                            | 0                            | 0                            | 0                            | 0                            | 0                            | 0                            | [ 46 ] |
| 통일(통근) | 2,133,367        | 1,876,171        | 1,727,648        | 1,606,204        | 421,072                      | 115,412                      | 140,755                      | 2,831                        | 0                            | 0                            | 0                            | 0                            | 0                            | 0                            | 0                            | 0                            | [ 46 ] |
| 무궁화     | 47,851,927       | 48,470,665       | 45,416,306       | 43,612,827       | 40,580,652                   | 34,387,740                   | 33,289,113                   | 32,696,804                   | 33,575,709                   | 32,496,658                   | 35,373,547                   | 39,217,582                   | 40,513,600                   | 42,810,457                   | 42,790,141                   | 40,839,467                   | [ 46 ] |
| 새마을     | 12,170,099       | 12,550,427       | 12,125,059       | 11,403,695       | 9,528,951                    | 7,918,371                    | 7,057,689                    | 6,868,325                    | 7,332,859                    | 7,235,076                    | 7,123,952                    | 6,665,730                    | 6,108,177                    | 6,039,233                    | 6,619,565                    | 6,537,926                    | [ 46 ] |
| KTX        | 미개통           | 미개통           | 미개통           | 미개통           | 16,602,850                   | 26,074,227                   | 29,020,126                   | 29,442,980                   | 29,787,617                   | 29,181,375                   | 30,402,405                   | 27,644,980                   | 28,082,720                   | 28,631,972                   | 29,335,412                   | 25,887,722                   | [ 46 ] |
| 건설       | 539,019          | 581,031          | 580,450          | 600,101          | 각 종별 열차 이용객에 포함됨 | 각 종별 열차 이용객에 포함됨 | 각 종별 열차 이용객에 포함됨 | 각 종별 열차 이용객에 포함됨 | 각 종별 열차 이용객에 포함됨 | 각 종별 열차 이용객에 포함됨 | 각 종별 열차 이용객에 포함됨 | 각 종별 열차 이용객에 포함됨 | 각 종별 열차 이용객에 포함됨 | 각 종별 열차 이용객에 포함됨 | 각 종별 열차 이용객에 포함됨 | 각 종별 열차 이용객에 포함됨 | [ 46 ] |
| 정기권     | 2,458,989        | 2,927,769        | 3,040,054        | 2,945,872        | 각 종별 열차 이용객에 포함됨 | 각 종별 열차 이용객에 포함됨 | 각 종별 열차 이용객에 포함됨 | 각 종별 열차 이용객에 포함됨 | 각 종별 열차 이용객에 포함됨 | 각 종별 열차 이용객에 포함됨 | 각 종별 열차 이용객에 포함됨 | 각 종별 열차 이용객에 포함됨 | 각 종별 열차 이용객에 포함됨 | 각 종별 열차 이용객에 포함됨 | 각 종별 열차 이용객에 포함됨 | 각 종별 열차 이용객에 포함됨 | [ 46 ] |
| 합계       | 65,153,403       | 66,406,063       | 62,889,517       | 60,168,699       | 67,133,525                   | 68,495,750                   | 69,507,683                   | 69,010,940                   | 70,696,185                   | 68,913,109                   | 72,899,904                   | 73,528,292                   | 74,704,497                   | 77,481,662                   | 78,745,118                   | 73,265,115                   | [ 46 ] |

## 같이 보기
- 평부선
- ● 대경선